# Löchgau
Löchgau – miejscowość i gmina w Niemczech, w kraju związkowym Badenia-Wirtembergia, w rejencji Stuttgart, w regionie Stuttgart, w powiecie Ludwigsburg, wchodzi w skład związku gmin Besigheim. Leży ok. 15 km na północ od Ludwigsburga.